# Mathay
Mathay – miejscowość i gmina we Francji, w regionie Burgundia-Franche-Comté, w departamencie Doubs.
Według danych na rok 1990 gminę zamieszkiwało 1960 osób, a gęstość zaludnienia wynosiła 132 osoby/km² (wśród 1786 gmin Franche-Comté Mathay plasuje się na 77. miejscu pod względem liczby ludności, natomiast pod względem powierzchni na miejscu 213.).